# Jan Vel
Jan Vel (Oostknollendam, gemeente Wormer, 20 november 1877 – Nijmegen, 8 augustus 1968) was een Nederlands violist.

## Jan Vel
Hij was zoon van Janna Mol en visser/jager Roelof Vel. Hijzelf trouwde in 1903 met Lijsbeth Mehrengs. Hij kreeg zijn vioolopleiding aan het Conservatorium van Amsterdam, Joseph Cramer was zijn leraar. In 1898 rondde hij die studie af. Hij verbond zich toen aan het Concertgebouworkest als ook aan genoemd conservatorium onder de paraplu van Carl Flesch. In 1908 kreeg hij een aanstelling als vioolleraar aan de muziekschool van de Maatschappij tot Bevordering der Toonkunst in Nijmegen, alwaar hij tot in de Tweede Wereldoorlog met en onder directeur Willem Kerper zou werken. Een vervolgbaan aan het "Conservatorium für Musik" in Zürich (1910) sloeg hij af. Bekend leerling van hem is Jacob Hamel.
Hij bleef echter werken als solist tijdens concerten in een veelvoud van Nederlandse steden. Hij maakte ook een periode onderdeel uit van een kamermuziekensemble rondom Jan Willem Kersbergen (1910-1914). Hij verdween echter daarna voor wat betreft de muziek grotendeels uit beeld, alhoewel hij nog wel af en toe op de podia te vinden was, zoals in 1946 tijdens een concert met zijn dochter Liesbeth Vel.
Jan Vel werd secretaris van de Nijmeegse afdeling van de Koninklijke Nederlandse Toonkunstenaars Vereniging. Hij werd begraven op begraafplaats Rustoord te Nijmegen.

## Liesbeth Vel
Dochter Janna Liesbeth Vel (1908-2005) werd pianiste en kreeg haar opleiding aan het Conservatorium van Amsterdam, studeerde er in 1933 af. Ze kreeg in de jaren dertig en veertig enige bekendheid. Ze soleerde in 1937 met het Haarlemsche Orkest Vereeniging onder leiding van Frits Schuurman. In 1940 trad ze op met het Arnhemsche Concert Vereeniging. Ze was in 1949 nog wel voor de radio te beluisteren. Eén van haar leerlingen is Hans van Nieuwkoop, docent orgel.